# Río Contramaestre
El río Contramaestre es un curso fluvial cubano que recorre 92 km del este de la isla. Nace en la zona septentrional de la Sierra Maestra, al este de la provincia de Santiago de Cuba. Desemboca en el Mar Caribe. 
Es el más importante afluente del Río Cauto. La mayor parte de su caudal pasa por el municipio santiaguero de Contramaestre, cercano a la Carretera Central de Cuba. Parte de su caudal fue represado en el embalse "Carlos Manuel de Céspedes". 